# ニコルプリズム

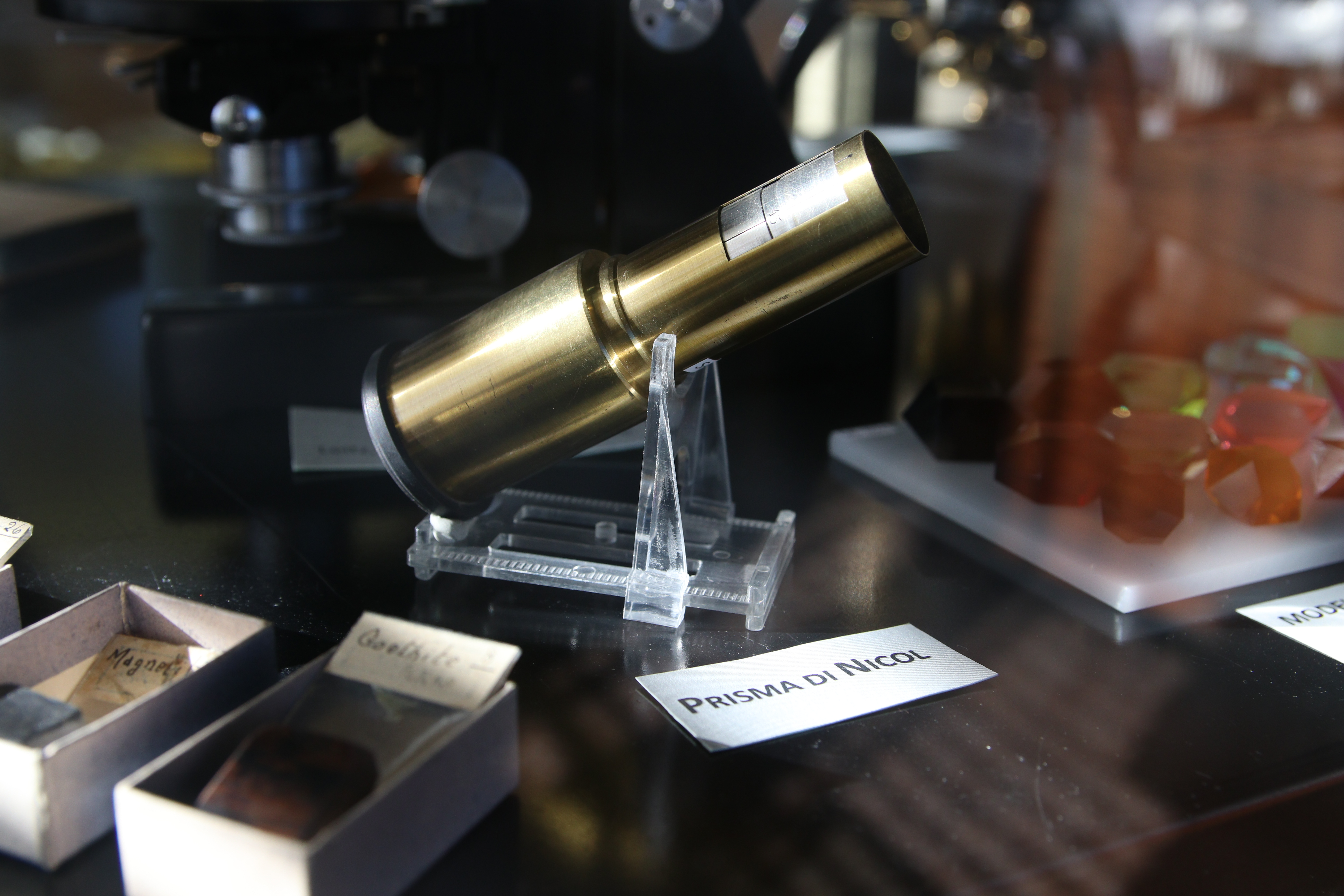
ボローニャ大学の鉱物コレクション "Luigi Bombicci Museum" にあるニコルプリズム

非偏光状態の光が、「通常」の光線(o線)と「異常」な光線(e線)に分割されることを示す図

ニコルプリズムは、偏光子の一種。通常光を平面偏光に変換する方解石結晶から作られた光学装置である。全反射により、光線の1つを除去するように作られる。つまり、常光線が除去され、異常光線だけがプリズムを透過する。
初期のタイプの偏光プリズムであり、1828年にウィリアム・ニコルにより発明された。

## メカニズム
ニコルプリズムは、アイスランドのスパー（方解石の一種）の菱面体結晶を結晶軸に対して68°の角度で切断し、再度斜めに切断し、透明なカナダバルサムの層を接着剤として使用して再び貼り合わせたものである。

## 用途
かつて鉱物顕微鏡や偏光測定で広く使用されており、「直交ニコルを使用する」("using crossed Nicols", 略してXN) という用語は、直交配向の偏光子の間に置かれたサンプルの観察を指す用語として現在でも使用されている。
現在では、ほとんどの機器において、ニコルプリズムはポラロイドシートやグラン・トンプソンプリズムなどの他のタイプの偏光子に置き換えられている。